# Distoleon persephone
Distoleon persephone är en insektsart som först beskrevs av Banks 1911.  Distoleon persephone ingår i släktet Distoleon och familjen myrlejonsländor. Inga underarter finns listade i Catalogue of Life.